# Mladika (društvo)
Mladika je bilo vzgojno-izobraževalno društvo, ustanovljeno 1906 v Ljubljani.
Namen društva je bil skrbeti za vzgojo ter gospodinjsko in strokovno izobraževanje deklet, za njihovo nadzorstvo zunaj šole in za primerno nastanitev. Zato se je društvo zavzemalo za ustanovitev dekliškega internata in dekliške osnovne šole, ki bi bila pripravljalnica za dekliški licej, ter za ustanovitev gospodinjske nadaljevalne šole. Dekliški internat, imenovan Mladika, je bil odprt 15. septembra 1907 na Gosposki ulici št. 8; leta 1912 pa se je preselil v nove prostore na vogalu Šubičeve in Levstikove ulice, poleg dekliškega liceja. Društvo je internat vzdrževalo do 1919, ko ga je prevzela Ljubljanska mestna občina. 2. oktobra 1907 je društvo ustanovilo tudi osnovno šolo, imenovano Ljudska šola Mladika. Šola je imela prostore v dekliškem liceju. Društvo je šolo vzdrževalo do 1914, nato jo je prevzela mestna občina. Od 1910 do začetka 1. svet. vojne je prirejalo tudi počitniške tečaje za učiteljice. Leta 1911 so pričeli organizirati redne petmesečne gospodinjske tečaje; od 1914 sta bila vsako šolsko leto po dva. Po koncu vojne je društvo odprlo enoletno Gospodinjsko šolo Mladika (1920/1921), leta 1922 pa jo je prevzelo Ministrstvo za trgovino in industrijo. Društvo je prenehalo delovati konec tridesetih let 20. stoletja.